# Trachinops
Trachinops is een geslacht van straalvinnige vissen uit de familie van rifwachters of rondkoppen (Plesiopidae).

## Soorten
- Trachinops brauni Allen, 1977
- Trachinops caudimaculatus McCoy, 1890
- Trachinops noarlungae Glover, 1974
- Trachinops taeniatus Günther, 1861